# Langteen en Schommelbuik
Langteen en Schommelbuik (oorspronkelijke titel: Met Langteen en Schommelbuik voorwaarts) is een Vlaamse stripreeks getekend door Jef Nys, waarin twee kabouters de hoofdrol spelen. Deze kinderstrip van 10 verhalen kende oorspronkelijk zijn begin in 1963 en liep tot 1967. Later werd er in 2002 nog een verhaaltje bijgetekend waarmee de reeks nu 11 albums telt. Een heruitgave in kleur verscheen vanaf september 2002 tot 2005.
De reeks is een spin-off van de stripreeks Jommeke waarin de kabouters oorspronkelijk in het album Op heksenjacht verschenen.

## Personages
De namen van de kabouters verwijzen meestal naar een uiterlijk kenmerk:
- Langteen
- Schommelbuik
- Koning Sleepbaard
- Wijzenbaard: de dokter en wetenschapper van het dorp
- Woutje Wacht
- Knaagtand: jonge kabouter die slechts 2 zinnen kent "Dat zie ik graag", "Dat zie ik niet graag"
- Krulneus
- Stompeltje
- Pinhaar
- Stekelbaard
- Trezebees: vrouw van Stekelbaard
- Snorrebaard
- Tingeling
- Knorretje: vrouw van Tingeling
- Langneus
- Flapoor
- Slabbertong
- Bollekaak
- Stienelijntje
- Spillebeen
- Tovenaar Goedron: slechte tovenaar die later zal worden omgetoverd in een brave jonge man, genaamd Hannes

## Albums
| Nummer | Titel                        | Jaartal (Eerste druk) |
| ------ | ---------------------------- | --------------------- |
| 1      | Prinsesje Guldenvlecht gered | 1963                  |
| 2      | De zonnebol                  | 1963                  |
| 3      | De gevaarvolle reis          | 1964                  |
| 4      | Leve Kabouterland            | 1964                  |
| 5      | Tovenaar Goedron             | 1964                  |
| 6      | In Elfenland                 | 1965                  |
| 7      | Duiveltjeskermis             | 1965                  |
| 8      | Met Hannes op stap           | 1966                  |
| 9      | Weg met Haakneus             | 1966                  |
| 10     | De zeeschat                  | 1967                  |
| 11     | De grote luchtreis           | 2002                  |

## Trivia
- Album 11 De grote luchtreis is een uitzondering en werd oorspronkelijk in 2002 uitgegeven, samen met Jommekesalbum 218.
- In het Jommekes-album Filiberke en Biliferke hangt er een poster van kabouter Schommelbuik tegen de muur.
- In album Pannenkoeken van Pierehaar wordt er een duidelijke verwijzing gemaakt naar Langteen en Schommelbuik.
- In stripverhaal Paniek in Stripland is er een verwijzing naar deze kabouters, dit als: "stripfiguren op rust".
- Later spelen de kabouters weer een rol in het Jommeke-album Het heksenbal.